# Hypleurochilus
Hypleurochilus è un genere di pesci ossei marini appartenenti alla famiglia Blenniidae.

## Distribuzione e habitat
Sono diffusi principalmente nell'Oceano Atlantico tropicale e sono particolarmente comuni nel mar dei Caraibi e nel golfo del Messico. Nel mar Mediterraneo è presente H. bananensis.
Come la gran parte dei blennidi, vivono in acque basse, vicinissimo alla riva.

## Specie
- Hypleurochilus aequipinnis
- Hypleurochilus bananensis
- Hypleurochilus bermudensis
- Hypleurochilus caudovittatus
- Hypleurochilus fissicornis
- Hypleurochilus geminatus
- Hypleurochilus langi
- Hypleurochilus multifilis
- Hypleurochilus pseudoaequipinnis
- Hypleurochilus springeri